# Heterogeomys dariensis
Heterogeomys dariensis is een zoogdier uit de familie van de goffers (Geomyidae). De wetenschappelijke naam van de soort werd voor het eerst geldig gepubliceerd door Goldman in 1912.

## Voorkomen
De soort komt voor in Colombia en Panama.